# Nazionale maschile under 21 di calcio di Andorra
La nazionale di calcio andorrana Under-21 è la rappresentativa calcistica Under-21 di Andorra ed è posta sotto l'egida della federazione calcistica di Andorra. Ha debuttato il 3 maggio 2006 nell'andata del turno preliminare per la qualificazione al Campionato europeo Under-21 2007.

## Partecipazioni ai tornei internazionali

### Europeo U-21
- 2007: Non qualificata
- 2009: Non partecipante
- 2011: Non qualificata
- 2013: Non qualificata
- 2015: Non qualificata
- 2017: Non qualificata
- 2019: Non qualificata
- 2021: Non qualificata

## Statistiche
Nelle 33 partite a cui ha preso parte l'Under-21 andorrana ha riportato 29 sconfitte e 3 pareggi (88% di sconfitte), riuscendo a ottenere la propria prima vittoria ufficiale solo il 15 giugno 2015, sconfiggendo 1-0 ad Andorra la Vella i pari età della Lituania in una partita valida per le qualificazioni al Campionato europeo di calcio Under-21 2017.